# Џош Раднор
Џошуа Мајкл „Џош“ Раднор (енгл. Joshua Thomas "Josh" Radnor; Бескли, 29. јул, 1974) је амерички глумац, писац и режисер. Најпознатији је по својој улози у серији Како сам упознао вашу мајку, где игра главну улогу Теда Мозбија.
Свој сценаристички и редитељски деби остварио је филмом Срећнохвалатијошмолим за који је добио на Сунданс Филмском Фестивалу награду публике, а номинован је и за награду жирија. Тренутно ради на свом другом филму за који је опет и режисер и сценариста.

## Детињство и младост
Раднор је рођен у Коламбусу, Охајо, син је Алана Раднора, који је адвокат за медицинске злоупотребе, и Керол Раднор. Одрастао је у Бекслију, предграђу Коламбуса где је посећивао Јеврејске дневне школаме и летње кампове. Похађао је Бексли средњу школу а затим Кењон колеџ.

## Филмографија

### Телевизијске улоге
| Година | ТВ Серија                   | Улога         | Напомена                                                                          |
| ------ | --------------------------- | ------------- | --------------------------------------------------------------------------------- |
| 2000.  | Добродошли у Њујорк         | Даг           | Епизода: "The Crier" (1x6)                                                        |
| 2002.  | Закон и ред                 | Роберт Китсон | Епизода: "Access Nation" (12x15)                                                  |
| 2002.  | Терен                       | Дилан Хирсш   | Епизода: "Life Sentence" (1x1) Epizoda: "Due Process" (1x2) Epizoda: "Stay" (1x3) |
| 2003.  | Хитна служба                | Кејт          | Епизода: "The Advocate" (9x17)                                                    |
| 2003.  | Два метра под земљом        | Вил Јафи      | Епизода: "The Trap" (3x5)                                                         |
| 2003.  | Пар-непар                   | Андру         | Епизода: "I Got You Babe" (1x5)                                                   |
| 2005.  | Суткиња Еми                 | Џастин Бар    | Епизода: "Too Little, Too Late" (6x20)                                            |
| 2005.  | Како сам упознао вашу мајку | Тед Мозби     | 2005−2014. (главна улога)                                                         |
| 2007.  | Породични човек             | Тед Мозби     | Епизода: "No Chris Left Behind" (5x16)                                            |
| 2009.  | Породични човек             | Тед Мозби     | Епизода: "Peter's Progress" (7x16)                                                |

### Филмске улоге
| Година | Филм                            | Улога          | Напомена |
| ------ | ------------------------------- | -------------- | -------- |
| 2001.  | Ово није глупи тинејџерски филм | водич на кампу |          |
| 2004.  | Свакодневни живот               | супруг         | ТВ филм  |
| 2010.  | Срећнохвалатијошмолим           | Сем            |          |